# Ctenicera noxia
Ctenicera noxia är en skalbaggsart som först beskrevs av James Augustus Hyslop.  Ctenicera noxia ingår i släktet Ctenicera och familjen knäppare. Inga underarter finns listade i Catalogue of Life.